# Kaito (俳優)
Kaito（かいと、本名：長江 海星（ながえ かいと）、旧芸名KAITO 1997年11月1日 - ）は日本の俳優。イズム・エンターテインメントに所属していた。身長169cm。体重48kg。靴サイズ25.0cm。頭周り59cm。丑年。さそり座。
「快斗」は黒の女教師出演時のみの芸名。

## 人物
小さいときから多数の習い事をし、数々の賞を受賞する。特技は中国武術、テコンドー（サイ・ソード・ヌンチャク・カンフー）、アクロバット、空手。2017年夏、日本テレビの24時間テレビ 「愛は地球を救う」内で1分間トランポリンダンクのギネス記録に挑戦し、見事記録を達成した。

## 出演

### 映画
- 悪の教典（2012年11月10日公開、東宝）
- アルカナ（2013年10月19日公開、日活） - みちる 役
- 神さまの言うとおり（2014年11月15日公開、東宝）
- ズタボロ（2015年5月9日公開、東映） - コヤノ 役
- 新宿スワン（2015年5月30日公開、ソニー・ピクチャーズ エンタテインメント） - 白鳥龍彦（少年時代） 役
- あやしい彼女（2016年4月1日公開、松竹）
- 嘘喰い（2022年2月11日公開、ワーナー・ブラザース映画）

### ドラマ
- ヘブンズ・フラワー The Legend of ARCANA（2011年、TBS） - 11歳のシオン 役
- QP（2011年、日本テレビ） - 中学生ジェリー 役
- 黒の女教師（2012年、TBS） - 三橋 拓斗 役
- シグナル 長期未解決事件捜査班 第8話（2018年5月29日、関西テレビ・フジテレビ）
- 今際の国のアリス（2020年、Netflix） - ショータ 役
- 漂着者 第5話（2021年8月27日、テレビ朝日）- 書生 役
- インビジブル 第2話（2022年4月22日、TBS）
- 未来への10カウント 第5話（2022年5月12日、テレビ朝日）- 木内雄介 役
- 大河ドラマ 鎌倉殿の13人（2022年、NHK） - 比企宗朝 役

### バラエティー
- ぐっさん家（2006年、東海テレビ）
- いつでもどこでも!ショー・コスギのタオルエクササイズ（2006年、NHK教育)
- 細木数子のズバリ言うわよ!（2007年、TBS）
- トミーズのはらぺこキッチン 極（2008年、関西テレビ）
- 24時間テレビ 愛は地球を救う40（2017年8月27日、日本テレビ）

### その他
- K-1 WORLD GP 2005 in TOKYO 演武（2005年）
- サントリーフーズ 「デカビタC」TV-CM「全力校歌」篇/「全力告白」篇（2019年2月 - ）
- KANA-BOON「Re:Pray」MV出演（2021年）